# Symbol q-Pochhammera
Symbol {\displaystyle q}-Pochhammera – {\displaystyle q}-analog zwykłego symbolu Pochhammera. Definiuje się ją wzorem
{\displaystyle (a;q)_{n}=\prod _{k=0}^{n-1}(1-aq^{k})=(1-a)(1-aq)(1-aq^{2})\dots (1-aq^{n-1}).}
Symbol {\displaystyle q}-Pochhammera jest zasadniczym elementem konstrukcyjnym {\displaystyle q}-analogów; na przykład w teorii podstawowych szeregów hipergeometrycznych (lub {\displaystyle q}-szereg hipergeometryczny; ang. basic hypergeometric series, hypergeometric {\displaystyle q}-series) odgrywa on tę samą rolę, co zwykły symbol Pochhammera w teorii szeregów hipergeometrycznych.
W przeciwieństwie do zwykłego symbolu Pochhammera symbol {\displaystyle q}-Pochhammera może być rozwinięty w iloczyn nieskończony:
{\displaystyle (a;q)_{\infty }=\prod _{k=0}^{\infty }(1-aq^{k}).}
Jest to funkcja holomorficzna zmiennej {\displaystyle q} we wnętrzu koła jednostkowego, może być ona również rozważana jako formalny szereg potęgowy zmiennej {\displaystyle q.} Przypadek szczególny
{\displaystyle \phi (q)=(q;q)_{\infty }=\prod _{k=1}^{\infty }(1-q^{k})}
jest znany jako funkcja Eulera i jest ważny w kombinatoryce, teorii liczb i teorii form modularnych.
{\displaystyle q}-szereg to szereg, którego współczynnikami są funkcje zmiennej {\displaystyle q,} zazwyczaj zależne od {\displaystyle q} poprzez symbole {\displaystyle q}-Pochhammera.

## Tożsamości
Skończony iloczyn może być wyrażony jako iloczyn nieskończony postaci
{\displaystyle (a;q)_{n}={\frac {(a;q)_{\infty }}{(aq^{n};q)_{\infty }}},}
który rozszerza definicję na ujemne liczby całkowite {\displaystyle n.} Dla nieujemnych {\displaystyle n} otrzymuje się więc
{\displaystyle (a;q)_{-n}={\frac {1}{(aq^{-n};q)_{n}}}}
oraz
{\displaystyle (a;q)_{-n}={\frac {(-q/a)^{n}q^{n(n-1)/2}}{(q/a;q)_{n}}}.}
Symbol {\displaystyle q}-Pochhammera jest przedmiotem wielu tożsamości {\displaystyle q}-szeregów, w szczególności rozwinięć szeregów nieskończonych
{\displaystyle (x;q)_{\infty }=\sum _{n=0}^{\infty }{\frac {(-1)^{n}q^{n(n-1)/2}}{(q;q)_{n}}}x^{n}}
oraz
{\displaystyle {\frac {1}{(x;q)_{\infty }}}=\sum _{n=0}^{\infty }{\frac {x^{n}}{(q;q)_{n}}},}
które są przypadkami szczególnymi twierdzenia o {\displaystyle q}-dwumianie:
{\displaystyle {\frac {(ax;q)_{\infty }}{(x;q)_{\infty }}}=\sum _{n=0}^{\infty }{\frac {(a;q)_{n}}{(q;q)_{n}}}x^{n}.}

## Interpretacja kombinatoryczna
Symbol {\displaystyle q}-Pochhammera jest blisko związany z kombinatoryką zliczania podziałów. Współczynnik {\displaystyle q^{m}a^{n}} w
{\displaystyle (a;q)_{\infty }^{-1}=\prod _{k=0}^{\infty }(1-aq^{k})^{-1}}
jest liczbą podziałów {\displaystyle m} na co najwyżej {\displaystyle n} części.
Z własności sprzężenia podziałów liczba ta jest równa liczbie podziałów {\displaystyle m} na części wielkości co najwyżej {\displaystyle n,} utożsamienie szeregów generujących daje tożsamość wspomnianą w powyższej sekcji:
{\displaystyle (a;q)_{\infty }^{-1}=\sum _{k=0}^{\infty }\left(\prod _{j=1}^{k}{\frac {1}{1-q^{j}}}\right)a^{k}=\sum _{k=0}^{\infty }{\frac {a^{k}}{(q;q)_{k}}}.}
Jest też, że współczynnik {\displaystyle q^{m}a^{n}} w
{\displaystyle (-a;q)_{\infty }=\prod _{k=0}^{\infty }(1+aq^{k})}
jest liczbą podziałów {\displaystyle m} na {\displaystyle n} bądź {\displaystyle n-1} różnych części.
Usunąwszy podział trójkątny o {\displaystyle n-1} częściach z takiego podziału uzyskuje się arbitralny podział na co najwyżej {\displaystyle n} części. Daje to zachowującą wagę bijekcję między zbiorem podziałów na {\displaystyle n} lub {\displaystyle n-1} różnych części oraz zbiorem par składających się z podziałów trójkątnych o {\displaystyle n-1} częściach i podziałem na co najwyżej {\displaystyle n} części. Utożsamienie szeregów generujących prowadzi do następującej tożsamości:
{\displaystyle (-a;q)_{\infty }=\prod _{k=0}^{\infty }(1+aq^{k})=\sum _{k=0}^{\infty }\left(q^{k \choose 2}\prod _{j=1}^{k}{\frac {1}{1-q^{j}}}\right)a^{k}=\sum _{k=0}^{\infty }{\frac {q^{k \choose 2}}{(q;q)_{k}}}a^{k},}
również opisanej w sekcji wyżej.
Samo twierdzenie o {\displaystyle q}-dwumianie może być także opisane za pomocą bardziej kombinatorycznych argumentów podobnego rodzaju.

## Konwencja wielu argumentów
Ponieważ tożsamości zawierające symbole {\displaystyle q}-Pochhammera często zawierają iloczyny wielu symboli, standardową konwencją jest zapis iloczynu jako pojedynczego symbolu wieloargumentowego:
{\displaystyle (a_{1},a_{2},\dots ,a_{m};q)_{n}=(a_{1};q)_{n}(a_{2};q)_{n}\dots (a_{m};q)_{n}.}

## Związek zq{\displaystyle q}-nawiasem iq{\displaystyle q}-dwumianem
Zauważając, iż
{\displaystyle \lim _{q\to 1}{\frac {1-q^{n}}{1-q}}=n,}
można zdefiniować {\displaystyle q}-analog n, znany także jako {\displaystyle q}-nawias lub {\displaystyle q}-liczbę n jako
{\displaystyle [n]_{q}={\frac {1-q^{n}}{1-q}}.}
Za jego pomocą można zdefiniować {\displaystyle q}-analog silni, {\displaystyle q}-silnię, jako
{\displaystyle {\begin{aligned}{\big [}n]_{q}!&=[1]_{q}[2]_{q}\dots [n-1]_{q}[n]_{q}\\[1ex]&={\frac {1-q}{1-q}}{\frac {1-q^{2}}{1-q}}\dots {\frac {1-q^{n-1}}{1-q}}{\frac {1-q^{n}}{1-q}}\\[1ex]&=1(1+q)\dots (1+q+\ldots +q^{n-2})(1+q+\ldots +q^{n-1})\\[1ex]&={\frac {(q;q)_{n}}{(1-q)^{n}}}.\end{aligned}}}
Raz jeszcze zwykłą silnię uzyskuje się, dążąc z {\displaystyle q} do {\displaystyle 1.} Może to być interpretowane jako liczba flag w {\displaystyle n}-wymiarowej przestrzeni liniowej nad ciałem {\displaystyle q}-elementowym; biorąc granicę przy {\displaystyle q} dążącym do {\displaystyle 1,} uzyskuje się interpretację uporządkowania zbioru (permutacji) jako flagi w przestrzeni liniowej nad ciałem jednoelementowym.
Za pomocą {\displaystyle q}-silnii można zdefiniować współczynniki {\displaystyle q}-dwumianowe, znane również jako współczynniki Gaussa, wielomiany Gaussa bądź dwumiany Gaussa:
{\displaystyle {\begin{bmatrix}n\\k\end{bmatrix}}_{q}={\frac {[n]_{q}!}{[n-k]_{q}![k]_{q}!}}.}
Można sprawdzić, że
{\displaystyle {\begin{bmatrix}n+1\\k\end{bmatrix}}_{q}={\begin{bmatrix}n\\k\end{bmatrix}}_{q}+q^{n-k+1}{\begin{bmatrix}n\\k-1\end{bmatrix}}_{q}.}
Definiuje się również {\displaystyle q}-analog funkcji Gamma nazywany funkcją {\displaystyle q}-Gamma:
{\displaystyle \Gamma _{q}(x)={\frac {(1-q)^{1-x}(q;q)_{\infty }}{(q^{x};q)_{\infty }}}.}
Zachodzą wzory
{\displaystyle \Gamma _{q}(x+1)=[x]_{q}\Gamma _{q}(x)}
oraz
{\displaystyle \Gamma _{q}(n+1)=[n]_{q}!.}
Funkcja {\displaystyle q}-Gamma zbiega do zwykłej funkcji Gamma wraz z {\displaystyle q} dążącym do {\displaystyle 1} wewnątrz koła jednostkowego.